# Smedley Butler
Smedley Darlington Butler (ur. 30 lipca 1881 w West Chester w stanie Pensylwania, zm. 21 czerwca 1940 w Filadelfii) – generał major Korpusu Piechoty Morskiej Stanów Zjednoczonych (wówczas najwyższy możliwy stopień w tej formacji).
W chwili śmierci był najbardziej odznaczonym żołnierzem piechoty morskiej w historii swojego kraju.

## Życiorys
Na przestrzeni 34-letniej służby wojskowej uczestniczył w działaniach zbrojnych na Filipinach podczas wojny filipińsko-amerykańskiej, w Chinach w czasie powstania bokserów, Ameryce Łacińskiej oraz na Karaibach w czasie wojen bananowych, a także we Francji podczas I wojny światowej.
W późniejszym okresie Butler dał się poznać jako zdeklarowany krytyk amerykańskich wojen i ich skutków, a w 1933 ujawnił tzw. Spisek Biznesowy (ang. Business Plot), rzekomy plan obalenia rządu USA przez zwolenników faszyzmu. Podczas wojen bananowych zasłynął dodawaniem otuchy swoim żołnierzom poprzez marsz środkiem ulicy, będąc zaopatrzonym tylko w długi kij, którym wskazywał snajperów do eliminacji
Do końca służby wojskowej Smedley D. Butler został odznaczony 16 medalami, z czego 5 przyznano mu za bohaterstwo. Jest jednym z 19 osób, które zostały odznaczone Medalem Honoru dwukrotnie, jednym z trzech, które zostały odznaczone Medalem Honoru i Marine Corps Brevet Medal oraz jedynym żołnierzem piechoty morskiej, który został odznaczony Marine Corps Brevet Medal oraz dwoma Medalami Honoru za trzy różne czyny bohaterstwa.
W 1933 Smedley D. Butler został uwikłany w zdarzenia znane później jako Spisek Biznesowy. Zeznał on przed komisją Izby Reprezentantów, że grupa bogatych przemysłowców planowała zbrojny zamach stanu, zmierzający do obalenia prezydenta Franklina D. Roosevelta. Spiskowcy zwrócili się do generała Butlera, aby poprowadził marsz weteranów wojennych i obwołał się dyktatorem na wzór faszystowskich reżimów, panujących wówczas w innych krajach. Osoby zaangażowane w spisek zaprzeczyły, aby miały z nim coś wspólnego, a media wyśmiały relację Butlera. Jednakże sprawozdanie komisji potwierdziło część zeznań złożonych w tej sprawie przez generała.
Po odejściu w stan spoczynku Smedley D. Butler został aktywnym działaczem antywojennym, który w latach 30. XX w. publikował oraz przemawiał publicznie na wiecach i spotkaniach organizowanych przez środowiska weteranów wojennych, pacyfistów i grup religijnych. W 1935 napisał książkę pt. War is a Racket (pol. Wojna to Szwindel). Skrytykował w niej działania zbrojne Stanów Zjednoczonych na arenie międzynarodowej, w których brał udział, a także amerykańskie korporacje oraz inne siły wspierające imperialistyczną politykę rządu amerykańskiego. Przewidywał także wybuch kolejnej wojny światowej oraz proponował rozwiązania ustrojowe, mające na celu zmniejszenie zagrożenia uwikłania Stanów Zjednoczonych w konflikt zbrojny.